# Olivia Newton-John

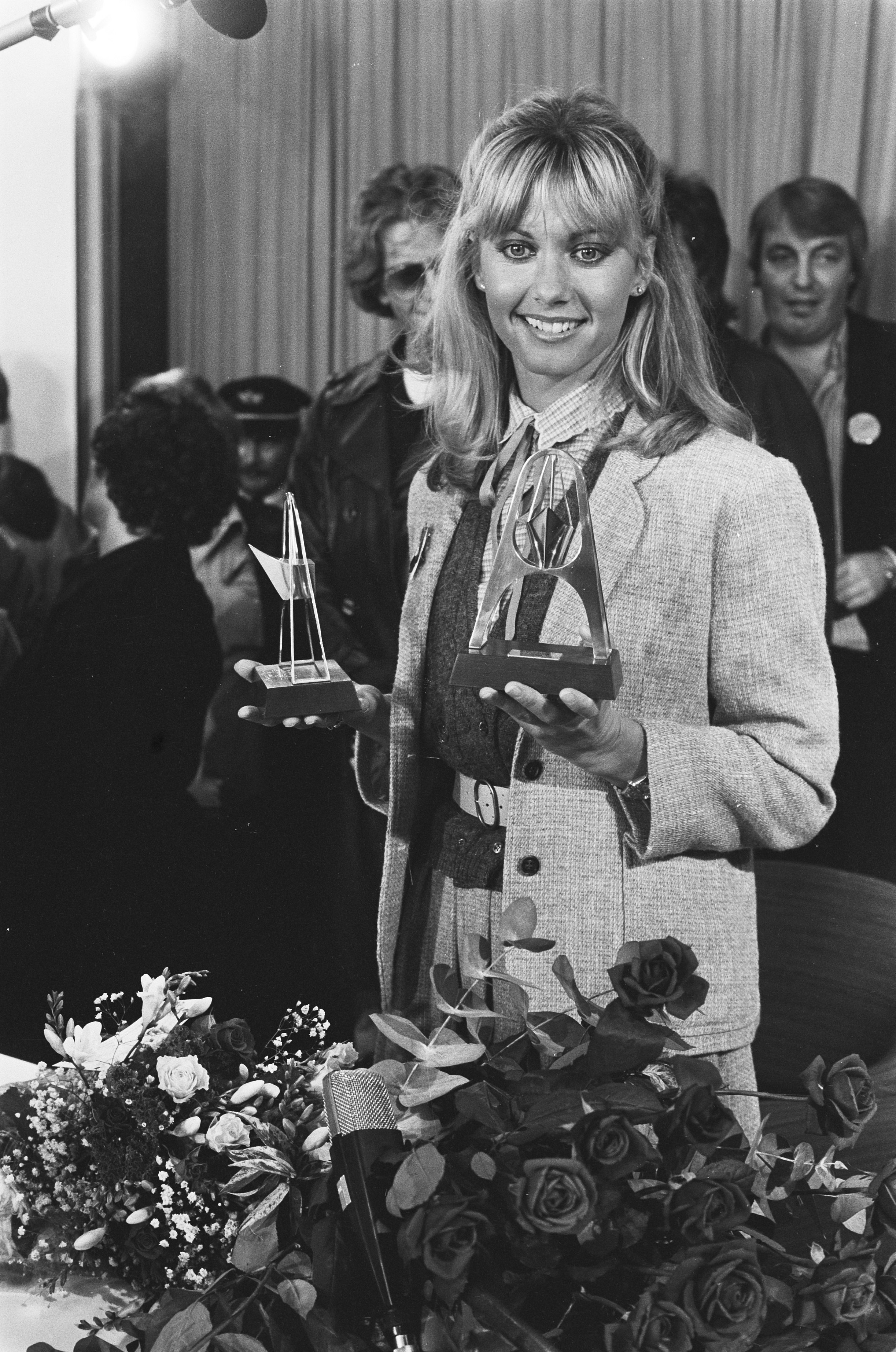
Olivia Newton-John op luchthaven Schiphol in 1978, het jaar van Grease

Dame Olivia Newton-John (Cambridge, 26 september 1948 – Santa Barbara (Californië), 8 augustus 2022) was een Brits-Australische zangeres en actrice.

## Biografie
Ze werd geboren in de Britse stad Cambridge, maar verhuisde met haar familie naar Australië toen ze vijf was. Haar ouders waren Brinley Newton-John en Irene Born. Ze had een oudere broer en een oudere zus.
In de jaren 60 keerde Newton-John terug naar het Verenigd Koninkrijk. In 1970, op 21-jarige leeftijd, begon ze haar muzikale carrière in de groep Toomorrow, afgeleid van haar tweede film Toomorrow. Hoewel deze groep geen commercieel succes werd, slaagde Newton-John er snel in een solocarrière te beginnen. Ze scoorde haar eerste hit in 1971 met Bob Dylans compositie If not for you. Ze had een relatie met Bruce Welch, gitarist van The Shadows, en trad op in de wekelijkse show van Cliff Richard.
Newton-John kwam in 1974 met Long live love uit voor het Verenigd Koninkrijk op het 19e Eurovisiesongfestival en eindigde met 14 punten op de vierde plaats. De single haalde de elfde plaats in de Britse hitlijst. In 1974 was ze een van de populairste zangeressen van het Verenigd Koninkrijk.
Korte tijd later verhuisde ze naar de Verenigde Staten. Ook daar kreeg ze een succesvolle zangcarrière. Ze scoorde er vijf nummer-1 hits en won vier Grammy Awards.
Als actrice kreeg Newton-John grote bekendheid in de film Grease (1978), waarin ze de hoofdrol vervulde naast John Travolta. Latere films hadden minder succes. Wel scoorde ze in Nederland nog een nummer 1-hit met Xanadu; de titelsong van de gelijknamige film uit 1980, waarin ze samen met onder anderen Gene Kelly en Michael Beck speelde. Ook de langspeelplaat van de soundtrack haalde de eerste plaats.

## Privéleven
Newton-John is tussen 1984 en 1995 getrouwd geweest met Matt Lattanzi. De actrice Chloe Rose Lattanzi (1986) is een dochter uit dit huwelijk. Van 1996-2004 had Newton-John een relatie met cameraman Patrick McDermott, die in 2005 verdween tijdens een vistrip. Sinds 2008 was ze getrouwd met zakenman John Easterling.
In 1992 kreeg Newton-John borstkanker, waarvan ze in eerste instantie genas, maar in 2013 kwam de ziekte terug en wederom genas zij. In 2017 kwam de ziekte voor de derde keer terug met uitzaaiingen naar de lage rug.
In de strijd tegen kanker stichtte Newton-John het Cancer Wellness & Research Centre in Melbourne (Australië), waar ze een deel van haar jeugd opgroeide. In het centrum worden niet alleen de kanker behandeld en nieuwe therapieën uitgeprobeerd, maar is er ook oog voor het welzijn van de patiënten met een wellnessprogramma.
In 2019 werd Newton-John door koningin Elizabeth geridderd, onder meer voor haar bijdrage aan kankeronderzoek. Sindsdien mocht ze zich Dame noemen. In 2022 overleed ze aan de gevolgen van borstkanker; ze werd 73 jaar oud.

## Wetenswaardigheden
- Newton-John werd eerder benoemd tot officier in de Orde van het Britse Rijk (1979)[6] en in de Orde van Australië (2006).
- Ze is een kleindochter van Max Born (1882-1970), winnaar van de Nobelprijs voor de Natuurkunde in 1954.[7]

## Filmografie
- 1965: Funny Things Happen Down Under
- 1970: Toomorrow
- 1978: Grease
- 1980: Xanadu
- 1983: Two of a Kind
- 1990: A Mom for Christmas
- 1994: A Christmas Romance
- 1996: Its My Party
- 2000: Sordid Lives
- 2001: The Wild Girls
- 2010: Score: A Hockey Musical
- 2010: Glee: Bad reputation episode
- 2011: A Few Best Men
- 2017: Sharknado 5

## Discografie

### Albums
| Album met eventuele hitnotering(en) in de Nederlandse Album Top 100 | Datum van verschijnen | Datum van binnenkomst | Hoogste positie | Aantal weken | Opmerkingen                               |
| ------------------------------------------------------------------- | --------------------- | --------------------- | --------------- | ------------ | ----------------------------------------- |
| Toomorrow: The Original Soundtrack from the Motion Picture          | 1970                  | -                     |                 |              |                                           |
| If Not For You                                                      | 1971                  | -                     |                 |              |                                           |
| Olivia                                                              | 1972                  | -                     |                 |              |                                           |
| Let Me Be There                                                     | 1973                  | -                     |                 |              |                                           |
| Long Live Love                                                      | 1974                  | -                     |                 |              |                                           |
| First Impressions: Great Hits!                                      | 1974                  | -                     |                 |              |                                           |
| Have You Never Been Mellow                                          | 1975                  | -                     |                 |              |                                           |
| Clearly Love                                                        | 1975                  | -                     |                 |              |                                           |
| Come on Over                                                        | 1976                  | -                     |                 |              | ook uitgebracht op sacd                   |
| Don't Stop Believin'                                                | 1976                  | -                     |                 |              |                                           |
| Making a Good Thing Better                                          | 1977                  | -                     |                 |              |                                           |
| Grease: The Original Soundtrack from the Motion Picture             | 1978                  | 24-06-1978            | 1(14wk)         | 112          | Soundtrack Grease                         |
| Olivia Newton John's Greatest Hits                                  | 1977                  | 04-11-1978            | 24              | 18           |                                           |
| Totally Hot                                                         | 1978                  | 16-12-1978            | 5               | 18           |                                           |
| Xanadu: The Original Soundtrack from the Motion Picture             | 1980                  | 26-07-1980            | 1(3wk)          | 23           | met Electric Light Orchestra / Soundtrack |
| Love Performance: (Live in Japan)                                   | 1981                  | -                     |                 |              |                                           |
| Physical                                                            | 1981                  | 24-10-1981            | 9               | 14           | ook uitgebracht op sacd                   |
| Greatest Hits Vol.2                                                 | 1982                  | -                     |                 |              |                                           |
| Greatest Hits Vol.3                                                 | 1982                  | -                     |                 |              | #1 in de TV LP Top 15                     |
| 20 grootste hits                                                    | 1982                  | 13-11-1982            | 12              | 9            |                                           |
| Two of a Kind                                                       | 1983                  | -                     |                 |              | Soundtrack                                |
| Soul Kiss                                                           | 1985                  | 02-11-1985            | 36              | 4            |                                           |
| The Rumour                                                          | 1988                  | 24-09-1988            | 96              | 1            |                                           |
| Warm and Tender                                                     | 1989                  | -                     |                 |              |                                           |
| Back to Basics                                                      | 1992                  | -                     |                 |              |                                           |
| Gaia                                                                | 1994                  | -                     |                 |              |                                           |
| Heathcliff                                                          | 1995                  | -                     |                 |              | met Cliff Richard                         |
| Back with a Heart                                                   | 1998                  | -                     |                 |              |                                           |
| One Woman's Journey                                                 | 2000                  | -                     |                 |              |                                           |
| Tis The Season                                                      | 2000                  | -                     |                 |              | Kerstalbum                                |
| Sordid Lives: The Original Soundtrack from the Motion Picture       | 2001                  | -                     |                 |              |                                           |
| The Christmas Collection                                            | 2001                  | -                     |                 |              | Kerstalbum                                |
| 2                                                                   | 2002                  | -                     |                 |              | Duetalbum                                 |
| Indigo: Women of Song                                               | 2004                  | -                     |                 |              | Verzamelalbum                             |
| Stronger Than Before                                                | 2005                  | -                     |                 |              |                                           |
| Grace and Gratitude                                                 | 2006                  | -                     |                 |              |                                           |

| Album met hitnotering(en) in de Vlaamse Ultratop 200 albums | Datum van verschijnen | Datum van binnenkomst | Hoogste positie | Aantal weken | Opmerkingen       |
| ----------------------------------------------------------- | --------------------- | --------------------- | --------------- | ------------ | ----------------- |
| This Christmas                                              | 2012                  | 22-12-2012            | 195             | 1            | met John Travolta |

### Singles
| Single met eventuele hitnotering(en) in de Nederlandse Top 40 | Datum van verschijnen | Datum van binnenkomst | Hoogste positie | Aantal weken | Opmerkingen                                                                        |
| ------------------------------------------------------------- | --------------------- | --------------------- | --------------- | ------------ | ---------------------------------------------------------------------------------- |
| If Not for You                                                | 1971                  | 27-03-1971            | tip11           | -            |                                                                                    |
| Banks of the Ohio                                             | 1971                  | 18-12-1971            | tip12           | -            |                                                                                    |
| Take Me Home, Country Roads                                   | 1973                  | 07-04-1973            | tip7            | -            |                                                                                    |
| Sam                                                           | 1977                  | 09-07-1977            | tip7            | -            |                                                                                    |
| You're the One That I Want                                    | 1978                  | 03-06-1978            | 1(9wk)          | 22           | met John Travolta / Nr. 1 in de Nationale Hitparade / Hit van het jaar 1978        |
| Hopelessly Devoted to You                                     | 1978                  | 16-09-1978            | 1(4wk)          | 13           | Nr. 1 in de Nationale Hitparade                                                    |
| Summer Nights                                                 | 1978                  | 23-09-1978            | 2               | 11           | met John Travolta / Nr. 1 in de Nationale Hitparade / Alarmschijf                  |
| A Little More Love                                            | 1978                  | 09-12-1978            | 3               | 11           | Nr. 4 in de Nationale Hitparade                                                    |
| Totally Hot                                                   | 1979                  | 10-03-1979            | tip15           | -            | Nr. 46 in de Nationale Hitparade                                                   |
| I Can't Help It                                               | 1980                  | 19-04-1980            | tip18           | -            | met Andy Gibb                                                                      |
| Xanadu                                                        | 1980                  | 21-06-1980            | 1(3wk)          | 16           | met Electric Light Orchestra / Nr. 1 in de Nationale Hitparade / Alarmschijf       |
| Magic                                                         | 1980                  | 13-09-1980            | 12              | 6            | Nr. 13 in de Nationale Hitparade / Alarmschijf                                     |
| Physical                                                      | 1981                  | 17-10-1981            | 4               | 11           | Nr. 6 in de Nationale Hitparade                                                    |
| Landslide                                                     | 1982                  | 09-01-1982            | tip5            | -            | Nr. 39 in de Nationale Hitparade                                                   |
| Make a Move on Me                                             | 1982                  | 27-03-1982            | tip18           | -            | Nr. 49 in de Nationale Hitparade                                                   |
| Twist of Fate                                                 | 1983                  | 19-11-1983            | tip6            | -            | Nr. 42 in de Nationale Hitparade / in de soundtrack van Stranger Things op Netflix |
| Soul Kiss                                                     | 1985                  | 23-11-1985            | 36              | 3            | Nr. 38 in de Nationale Hitparade                                                   |
| Grease Megamix                                                | 1991                  | 16-02-1991            | 3               | 13           | met John Travolta / Nr. 3 in de Nationale Top 100                                  |
| Grease - The Dream Mix                                        | 1991                  | 27-04-1991            | 14              | 6            | met John Travolta & Frankie Valli / Nr. 11 in de Nationale Top 100                 |
| You're the One That I Want                                    | 1998                  | 11-07-1998            | tip4            | -            | met John Travolta / Nr. 62 in de Mega Top 100 / re-entry                           |

| Single met hitnotering(en) in de Vlaamse Ultratop 50 | Datum van verschijnen | Datum van binnenkomst | Hoogste positie | Aantal weken | Opmerkingen                                     |
| ---------------------------------------------------- | --------------------- | --------------------- | --------------- | ------------ | ----------------------------------------------- |
| If Not for You                                       | 1971                  | 24-04-1971            | 29              | 2            |                                                 |
| Long Live Love                                       | 1974                  | 20-04-1974            | 7               | 8            |                                                 |
| You're the One That I Want                           | 1978                  | 10-06-1978            | 1(9wk)          | 21           | met John Travolta                               |
| Hopelessly Devoted to You                            | 1978                  | 23-09-1978            | 1(4wk)          | 12           |                                                 |
| Summer Nights                                        | 1978                  | 30-09-1978            | 1(1wk)          | 12           | met John Travolta                               |
| A Little More Love                                   | 1978                  | 16-12-1978            | 4               | 11           |                                                 |
| Totally Hot                                          | 1979                  | 24-03-1979            | 16              | 3            |                                                 |
| Deeper Than the Night                                | 1978                  | 30-06-1979            | 30              | 1            |                                                 |
| Xanadu                                               | 1980                  | 28-06-1980            | 1(5wk)          | 17           | met Electric Light Orchestra                    |
| Magic                                                | 1980                  | 27-09-1980            | 18              | 8            |                                                 |
| Physical                                             | 1981                  | 24-10-1981            | 1(1wk)          | 13           |                                                 |
| Landslide                                            | 1982                  | 06-02-1982            | 18              | 5            |                                                 |
| Heart Attack                                         | 1982                  | 04-12-1982            | 34              | 1            |                                                 |
| Twist of Fate                                        | 1983                  | 26-11-1983            | 33              | 2            | in de soundtrack van Stranger Things op Netflix |
| Grease Megamix                                       | 1991                  | 16-02-1991            | 8               | 13           | met John Travolta                               |
| Grease - The Dream Mix                               | 1991                  | 11-05-1991            | 28              | 5            | met John Travolta & Frankie Valli               |
| You're the One That I Want                           | 1998                  | 29-08-1998            | 33              | 5            | met John Travolta                               |
| Let It Snow! Let It Snow! Let It Snow!               | 2010                  | 24-12-2016            | tip             | -            |                                                 |

### NPO Radio 2 Top 2000
| Nummers met noteringen in de NPO Radio 2 Top 2000 | '99  | '00  | '01  | '02  | '03  | '04  | '05  | '06  | '07  | '08  | '09  | '10  | '11  | '12  | '13-'21 | '22  |
| ------------------------------------------------- | ---- | ---- | ---- | ---- | ---- | ---- | ---- | ---- | ---- | ---- | ---- | ---- | ---- | ---- | ------- | ---- |
| Hopelessly Devoted to You                         | 650  | 751  | 932  | 1399 | 1576 | 1221 | 1302 | 1342 | 1865 | 1416 | 1801 | 1881 | 1812 | -    | -       | 1167 |
| I Honestly Love You                               | 1331 | -    | 1734 | 1424 | -    | -    | -    | -    | -    | -    | -    | -    | -    | -    | -       | -    |
| Sam                                               | 1285 | -    | -    | 1637 | -    | -    | -    | -    | -    | -    | -    | -    | -    | -    | -       | -    |
| Summer Nights (met John Travolta)                 | -    | 767  | 1170 | 1459 | 1599 | 1453 | 1807 | 1685 | -    | 1838 | -    | -    | -    | -    | -       | -    |
| Xanadu (met Electric Light Orchestra)             | 1309 | 1203 | 1477 | 1506 | 1855 | 1995 | -    | -    | -    | -    | -    | -    | -    | -    | -       | -    |
| You're the One That I Want (met John Travolta)    | 306  | 474  | 812  | 876  | 1293 | 1045 | 1290 | 1095 | 1866 | 1233 | 1816 | 1938 | -    | 1835 | -       | 1795 |

1. ↑  Een '-' betekent dat het nummer niet was genoteerd en een vetgedrukt getal geeft de hoogste notering van een nummer aan.
2. ↑  Deze tabel is bijgewerkt tot en met de meest recente editie (2024).

### Dvd's
| Dvd met hitnoteringen in de Nederlandse DVD Music Top 30 | Datum van verschijnen | Datum van binnenkomst | Hoogste positie | Aantal weken | Opmerkingen                     |
| -------------------------------------------------------- | --------------------- | --------------------- | --------------- | ------------ | ------------------------------- |
| Grease (20th Anniversary Edition)                        | 1999                  | 22-05-1999            | 2               | 2            | met onder anderen John Travolta |